# Хоэнтауэрн
Хоэнтауэрн (нем. Hohentauern) — коммуна в Австрии, в федеральной земле Штирия.
Входит в состав округа Murtal. Население составляет 433 человек (на 2015 года). Занимает площадь 92,63 км². Официальный код — 6 20 10.

## Политическая ситуация
Бургомистр коммуны — Хайнц Вильдинг (СДПА) по результатам выборов 2015 года.
Совет представителей коммуны (нем. Gemeinderat) состоит из 9 мест.
- СДПА занимает 5 мест.
- АНП занимает 4 места.